# Бэрбоень
Бэрбоень (рум. Bărboieni, Барбоены) — село в Ниспоренском районе Молдавии. Относится к сёлам, не образующим коммуну.

## География
Село расположено на высоте 52 метров над уровнем моря.

## Население
По данным переписи населения 2004 года, в селе Бэрбоень проживает 874 человека (441 мужчина, 433 женщины).
Этнический состав села:
| Национальность | Число жителей | Процентный состав |
| -------------- | ------------- | ----------------- |
| молдаване      | 849           | 97.14             |
| румыны         | 13            | 1.49              |
| украинцы       | 7             | 0.8               |
| русские        | 2             | 0.23              |
| болгары        | 2             | 0.23              |
| прочие         | 1             | 0.11              |
| Всего          | 874           | 100%              |

## Инфраструктура
На территории села Бэрбоень располагалось несколько основных предприятий:
- Завод по заготовке и обработке овощей и фруктов, ныне приватизированная сушилка для фруктов.
- Ферма по разведению крупного рогатого скота.
- Ферма по разведению птиц (индейки, утки, индоутки).
- Тракторная бригада (ныне действующая, но приватизированная в частную собственность).
- Колхоз села Барбоены, включающий базу, склад, транспорт и мелиорацию.